# Johann Tetzel
Dominikán Johann Tetzel (kolem 1465, Pirna – 11. srpna 1519, Lipsko) byl známý německý kazatel a prodejce odpustků.
Studoval teologii a filozofii na univerzitě v Lipsku. Do dominikánského řádu vstoupil v roce 1489. Jeho praxi prodeje odpustků ve svých 95 tezích ostře napadl Martin Luther.